# Lepidium africanum
Lepidium africanum là một loài thực vật có hoa trong họ Cải. Loài này được (Burm.f.) DC. mô tả khoa học đầu tiên năm 1821.